# عالم غامبول المدهش
عالم غامبول المدهش (بالإنجليزية: The Amazing World of Gumball) (ويُشار إليه بكل بساطة ب غامبول) هو مسلسل كرتوني من أصل أمريكي بريطاني أنشأه المؤلف بين بوكيليت. عُرض المسلسل لأول مرة في 2 مايو 2011 في المملكة المتحدة كعيّنة، ثم عرض رسميًا في 5 سبتمبر 2011. كما تم عرضه في الولايات المتحدة الأمريكية على كرتون نتورك في 9 مايو 2011، مع عرض عيّنة منه في 3 مايو 2011.
في الوطن العربي، عُرض المسلسل لأول مرة على قناة كرتون نتورك بالعربية في 6 أكتوبر 2011. تم تصنيف هذه السلسلة كـ TV-Y7 FV، مما يعني أنها موجهة للأطفال فوق السابعة وتحتوي على عناصر من العنف الخيالي، بينما تصنف أحيانًا كـ PG-TV، مما يشير إلى أنها غير مناسبة للأطفال دون سن 10 دون إشراف من الأهل. تتميز السلسلة بتوظيف أنماط متنوعة من الرسوم المتحركة في الوقت نفسه، مما يجعلها تجربة غير تقليدية.

## الإنتاج
عندما أنشئ استوديو كرتون نتورك في أوروبا في عام 2007، تم توظيف بين بوكيليت لمساعدة الفريق في إنجاز مشاريعه. لكن كرتون نتورك ستوديوز قررت أن تمنح جميع موظفيها الفرصة لتقديم أفكارهم الخاصة. وبالتالي، تم جمع بعض الشخصيات ودمجها في سلسلة واحدة، مع إدراج المدرسة كإطار رئيسي. أعجب دانيال لينارد، نائب رئيس تطوير السلاسل الأصلية في المملكة المتحدة، بالفكرة ومنح الضوء الأخضر لإنتاج هذه السلسلة.
واجه لينارد تحديًا، حيث كان لديه عشرون ساعة ونصف فقط لكتابة الحلقة الأولى من الموسم الأول، لكنه تمكن من إنتاج تسعة عشر حلقة في النهاية. تم الإعلان عن الموسم الثاني في 17 مارس 2011، حيث تقرر إنتاج عشرين حلقة، كل منها تبلغ مدتها 11 دقيقة، ليصل العدد الإجمالي إلى 39 حلقة.

## الحلقات
تم عرض السلسلة لأول مرة في 2 مايو 2011 في المملكة المتحدة. كانت الولايات المتحدة أول دولة تحصل على السلسلة كاملة، بدءًا من 9 مايو 2011.
في العالم العربي، تم عرض البرنامج ابتداءً من 6 أكتوبر 2011 على قناة كرتون نتورك بالعربية. انتهى الموسم الاول في 29 مارس 2012 ، بدء عرض الموسم الثاني في 3 ديسمبر 2012 و انتهى عرضه في 21 اكتوبر 2013. تم دبلجة البرنامج إلى العربية بواسطة استوديوهات إيمدج برودكشن هاوس، التي قامت بدبلجة معظم برامج كرتون نتورك.

## الأصوات العربية
- عماد فغالي - غامبول (الصوت الأول).
- شربل ايوب - داروين (الصوت الأول).
- شربل أيوب - الناظر براون، اوشو، السيد روبنسون، تينا ريكس، هيكتور، بوبرت، السيد سمول (الصوت الأول)، صاصي (الصوت الأول)، توبياس، والد توبياس، ويليام.
- زينة ضاهر - آنسة سيميان (الصوت الأول)، بيني (الصوت الأول)، الجدة جوجو، تيري، ألان، أنطون، جامي (الصوت الأول)، صاصي (الصوت الثاني)، بانانا باربرة، والدة توبياس.
- طوني عاد - ريتشارد (الصوت الأول)، بانانا جو (الصوت الأول).
- جيهان الملا - نيكول، كاري، مسامي، ليسلي، والدة بيني، كلاري، سارة.
- ريتشارد ياني - السيد سمول (الصوت الثاني)، روكي (الصوت الأول)، داروين (الصوت الثاني)، روب (الصوت الأول)، لاري (الصوت الأول)، ايداهو (الصوت الأول)
- عماد فغالي ايداهو (الصوت الثاني)- روكي (الصوت الثاني)، هيكتور (الصوت الثاني) السيد سمول (الصوت الثالث)، الضابط دونات (الصوت الثالث)، المدرب (الصوت الأول)، روب (الصوت الثاني).
- فادي الرفاعي - والد بيني، وحش الألعاب، صاحب الشاحنة الحمراء، السيد سمول (الصوت الثالث).
- فؤاد شمص - ريتشارد (الصوت الثاني)، العفريت، بنانا جو (الصوت الثاني).
- سيلفانا فلفلة - بيني (الصوت الثاني)، آنسة سيميان (الصوت الثاني)، جامي (الصوت الثاني)، مولي.
- حسن مهدي - غامبول (الصوت الثاني).
- حسان حمدان - غامبول (الصوت الثالث)
- روميو الورشا - غامبول (الصوت الرابع)
- سام غصن - غامبول (الصوت الخامس سجلات غامبول)
- عبدو حكيم - داروين (الصوت الثالث)
- ميرنا الحسيني - اناييس (الصوت الأول)
- زياد منذر - ريتشارد (الصوت الثالث)
- ندى نصر - نيكول (الصوت الثاني)
- علي سعد - ريتشارد (الصوت الرابع سجلات غامبول)
- رنا الرفاعي - ريتشل (الصوت الثاني).
- حسان حمدان - ايداهو (حلقة المجتمع السري).
- زياد منذر - المدرب (الصوت الثاني)، بانانا جو (معظم الحلقات الممنوعة من العرض في الموسم الثالث، هي متوفرة فقط على نتفليكس)

## الاصوات الإنجليزية
- لوجان غروف - غامبول (الصوت الأول).
- جيكوب هوبكينز - غامبول (الصوت الثاني).
- نيكولاس كانتو - غامبول (الصوت الثالث).
- دوك كوتلر - غامبول (الصوت الرابع).
- كويسي بوكاي - داروين (الصوت الأول)، كلايتون (حلقة الفستان).
- تيريل رانسوم جر. - داروين (الصوت الثاني).
- دونيل ت. هانسلي جر. - داروين (الصوت الثالث).
- كريستان ج. سيمون - داروين (الصوت الرابع).
- كيلا راي كواليوسكي - أناييس.
- دان روسيل - ريتشارد، تينا ريكس (الصوت الأول)، المدرب، غاري، والد بيني، مارفين، الضابط دونات (الصوت الثاني).
- تيريسا غالاغر - نيكول، بيني، كارمن (الصوت الأول)، تيري، جوان، السيدة مارغريت، والدة بيني، فيليكتي (الموسم الثالث في حلقة الصغار الكبار).
- جيسيكا ماكدونالد - كاري، ريتشل، ماسامي، سارة، جامي (الصوت الأول)، مولي.
- هوغو هاريسون - روب (الصوت الثاني)، توبايس (الصوت الثاني)، ألان (الصوت الثاني)، ايداهو (الصوت الثاني)، جوك، فيليكس (الصوت الثاني)، يوليوس، الآنسة سيميان (الصوت الثاني)، روكي (الصوت الثاني)، كارلتون.
- كاري شال - بوبرت، ليسلي، ألان (الصوت الأول)، هيكتور، ايداهو (الصوت الأول)، كولين، والد توبايس، لاري، سال ليفت.
- لويس ماكدونالد - أنطون (حلقة الفستان)، الناظر براون (الصوت الأول)، الآنسة سيميان (الصوت الأول)، السيد سمول (الصوت الأول)، روكي (الصوت الأول)، الضابط دونات (الصوت الأول).
- روبرت ديغاس - توبايس (الصوت الأول)، كلايتون (حلقة الحفلة)، فيليكس (الصوت الثاني)، السيد روبنسون (الصوت الأول).
- ماكس كازير - كلايتون، أوشو.
- نعومي ماكدونالد - كلاري، بانانا باربرة (الصوت الثاني).
- ميك غريفز - بانانا جو، ويليام.
- ماريا تريسا كريسي - جامي (الصوت الثاني)، والدة بيني.
- ارولي تشاربونير - صاصي (الصوت الثاني).
- بن بوكيليت - صاصي (عندما تصرخ).
- بيث بوكس هوبيت - جوك (الموسيقى).
- ديفيد وارند - روب (الصوت الثاني).
- شارل فيليب - روب (الصوت الأول).
- أليكس ويلتون ريغان - كارمن (الصوت الثاني).
- ستيفان اشتون فرانك - تينا ريكس (الصوت الثاني)، السيد روبنسون (الصوت الثاني).
- توني هال - أنطون.

## وصلات خارجية
- عالم غامبول المدهش على موقع IMDb (الإنجليزية)
- عالم غامبول المدهش على موقع نتفليكس (الإنجليزية)
- عالم غامبول المدهش على موقع ميوزك برينز (الإنجليزية)
- عالم غامبول المدهش على موقع فيلمافينيتي (الإسبانية)
- عالم غامبول المدهش على موقع كينوبويسك (الروسية)
- عالم غامبول المدهش على موقع ألو سيني (الفرنسية)
- عالم غامبول المدهش على موقع قاعدة بيانات الفيلم (الإنجليزية)